# Dirka po Italiji 1970
Dirka po Italiji 1970 (italijansko Giro d'Italia 1970) je 53. izvedba dirke po Italiji, tritedenske moške cestne kolesarske etapne dirke. Začela se je 18. maja v San Pellegrinu Terme in končala 7. junija v Bolzanu. Sodelovalo je 130 kolesarjev iz 13-ih ekip. Rožnato majico je drugič osvojil Eddy Merckx (Faemino–Faema), drugo mesto Felice Gimondi (Salvarani), tretje pa Martin Van Den Bossche (Molteni). Vijolično majico je osvojil Franco Bitossi (Filotex), zeleno majico pa Martin Van Den Bossche.

## Ekipe
- Cosatto
- Dreher
- Faemino–Faema
- Ferretti
- Filotex
- G.B.C.–Zimba
- Germanvox–Wega
- La Casera–Peña Bahamontes
- Hertekamp–Magniflex
- Molteni
- Sagit
- Salvarani
- Scic

## Etape
| Etapa | Datum    | Štart/Cilj                        | Razdalja    | Tip         | Tip                  | Zmagovalec              |             |
| ----- | -------- | --------------------------------- | ----------- | ----------- | -------------------- | ----------------------- | ----------- |
| 1     | 18. maj  | San Pellegrino Terme – Biandronno | 115 km      |             | ravninska etapa      | Franco Bitossi (ITA)    |             |
| 2     | 19. maj  | Comerio – Saint-Vincent           | 164 km      |             | gorska etapa         | Eddy Merckx (BEL)       |             |
| 3     | 20. maj  | Saint-Vincent – Aosta             | 162 km      |             | gorska etapa         | Franco Bitossi (ITA)    |             |
| 4     | 21. maj  | Saint-Vincent – Lodi              | 205 km      |             | ravninska etapa      | Marino Basso (ITA)      |             |
| 5     | 22. maj  | Lodi – Zingonia                   | 155 km      |             | ravninska etapa      | Patrick Sercu (BEL)     |             |
| 6     | 23. maj  | Zingonia – Malcesine              | 212 km      |             | gorska etapa         | Enrico Paolini (ITA)    |             |
| 7     | 24. maj  | Malcesine – Brentonico            | 130 km      |             | gorska etapa         | Eddy Merckx (BEL)       |             |
| 8     | 25. maj  | Rovereto – Bassano del Grappa     | 130 km      |             | gorska etapa         | Walter Godefroot (BEL)  |             |
| 9     | 26. maj  | Bassano del Grappa – Treviso      | 56 km       |             | posamični kronometer | Eddy Merckx (BEL)       |             |
|       | 27. maj  | dan počitka                       | dan počitka | dan počitka | dan počitka          | dan počitka             | dan počitka |
| 10    | 28. maj  | Terracina – Rivisondoli           | 172 km      |             | gorska etapa         | Italo Zilioli (ITA)     |             |
| 11    | 29. maj  | Rivisondoli – Francavilla al Mare | 180 km      |             | gorska etapa         | Michele Dancelli (ITA)  |             |
| 12    | 30. maj  | Francavilla al Mare – Loreto      | 175 km      |             | gorska etapa         | Miguel María Lasa (ESP) |             |
| 13    | 31. maj  | Loreto – Faenza                   | 188 km      |             | ravninska etapa      | Michele Dancelli (ITA)  |             |
| 14    | 1. junij | Faenza – Casciana Terme           | 218 km      |             | ravninska etapa      | Michele Dancelli (ITA)  |             |
| 15    | 2. junij | Casciana Terme – Mirandola        | 215 km      |             | gorska etapa         | Marino Basso (ITA)      |             |
| 16    | 3. junij | Mirandola – Lido di Jesolo        | 195 km      |             | ravninska etapa      | Dino Zandegù (ITA)      |             |
| 17    | 4. junij | Lido di Jesolo – Arta Terme       | 165 km      |             | gorska etapa         | Franco Bitossi (ITA)    |             |
| 18    | 5. junij | Arta Terme – Marmolada            | 180 km      |             | gorska etapa         | Michele Dancelli (ITA)  |             |
| 19    | 6. junij | Rocca Pietore – Dobbiaco          | 120 km      |             | gorska etapa         | Franco Bitossi (ITA)    |             |
| 20    | 7. junij | Dobbiaco – Bolzano                | 155 km      |             | gorska etapa         | Luciano Armani (ITA)    |             |
|       | Skupaj   | Skupaj                            | 3292 km     | 3292 km     | 3292 km              | 3292 km                 | 3292 km     |

## Razvrstitev po klasifikacijah
| Etapa  | Zmagovalec        | Rožnata majica · | Vijolična majica · | Zelena majica ·        | Ekipno        |
| ------ | ----------------- | ---------------- | ------------------ | ---------------------- | ------------- |
| 1      | Franco Bitossi    | Franco Bitossi   | Franco Bitossi     | brez                   | ?             |
| 2      | Eddy Merckx       | Franco Bitossi   | Franco Bitossi     | brez                   | ?             |
| 3      | Franco Bitossi    | Franco Bitossi   | Franco Bitossi     | Italo Zilioli          | ?             |
| 4      | Marino Basso      | Franco Bitossi   | Franco Bitossi     | Italo Zilioli          | ?             |
| 5      | Patrick Sercu     | Franco Bitossi   | Franco Bitossi     | Italo Zilioli          | ?             |
| 6      | Enrico Paolini    | Franco Bitossi   | Franco Bitossi     | Martin Van Den Bossche | ?             |
| 7      | Eddy Merckx       | Eddy Merckx      | Franco Bitossi     | Eddy Merckx            | ?             |
| 8      | Walter Godefroot  | Eddy Merckx      | Franco Bitossi     | Eddy Merckx            | ?             |
| 9      | Eddy Merckx       | Eddy Merckx      | Franco Bitossi     | Eddy Merckx            | ?             |
| 10     | Italo Zilioli     | Eddy Merckx      | Franco Bitossi     | Martin Van Den Bossche | ?             |
| 11     | Michele Dancelli  | Eddy Merckx      | Franco Bitossi     | Martin Van Den Bossche | ?             |
| 12     | Miguel María Lasa | Eddy Merckx      | Franco Bitossi     | Martin Van Den Bossche | ?             |
| 13     | Michele Dancelli  | Eddy Merckx      | Franco Bitossi     | Martin Van Den Bossche | ?             |
| 14     | Michele Dancelli  | Eddy Merckx      | Michele Dancelli   | Martin Van Den Bossche | ?             |
| 15     | Marino Basso      | Eddy Merckx      | Michele Dancelli   | Martin Van Den Bossche | ?             |
| 16     | Dino Zandegù      | Eddy Merckx      | Michele Dancelli   | Martin Van Den Bossche | ?             |
| 17     | Franco Bitossi    | Eddy Merckx      | Franco Bitossi     | Martin Van Den Bossche | Faemino–Faema |
| 18     | Michele Dancelli  | Eddy Merckx      | Michele Dancelli   | Italo Zilioli          | Faemino–Faema |
| 19     | Franco Bitossi    | Eddy Merckx      | Franco Bitossi     | Martin Van Den Bossche | Faemino–Faema |
| 20     | Luciano Armani    | Eddy Merckx      | Franco Bitossi     | Martin Van Den Bossche | Faemino–Faema |
| Skupaj | Skupaj            | Eddy Merckx      | Franco Bitossi     | Martin Van Den Bossche | Faemino–Faema |

## Končna razvrstitev
| Legenda | Legenda                                    | Legenda | Legenda                         |
| ------- | ------------------------------------------ | ------- | ------------------------------- |
|         | Predstavlja vodilnega v skupnem seštevku   |         | Predstavlja vodilnega po točkah |
|         | Predstavlja vodilnega v gorski razvrstitvi |         |                                 |

### Rožnata majica
| Poz. | Kolesar                      | Ekipa                     | Čas         |
| ---- | ---------------------------- | ------------------------- | ----------- |
| 1    | Eddy Merckx (BEL)            | Faemino–Faema             | 90h 08' 47" |
| 2    | Felice Gimondi (ITA)         | Salvarani                 | + 3' 14"    |
| 3    | Martin Van Den Bossche (BEL) | Molteni                   | + 4' 59"    |
| 4    | Michele Dancelli (ITA)       | Molteni                   | + 7' 07"    |
| 5    | Italo Zilioli (ITA)          | Faemino–Faema             | + 8' 14"    |
| 6    | Gösta Pettersson (SWE)       | Ferretti                  | + 9' 20"    |
| 7    | Franco Bitossi (ITA)         | Filotex                   | + 13' 10"   |
| 8    | Miguel María Lasa (ESP)      | La Casera–Peña Bahamontes | + 19' 25"   |
| 9    | Ole Ritter (DEN)             | Germanvox–Wega            | + 21' 17"   |
| 10   | Vittorio Adorni (ITA)        | Scic                      | + 21' 29"   |

### Zelena majica
| Poz. | Kolesar                      | Ekipa                     | Točke |
| ---- | ---------------------------- | ------------------------- | ----- |
| 1    | Martin Van Den Bossche (BEL) | Molteni                   | 460   |
| 2    | Italo Zilioli (ITA)          | Faemino–Faema             | 420   |
| 3    | Luciano Armani (ITA)         | Scic                      | 300   |
| 4    | Eddy Merckx (BEL)            | Faemino–Faema             | 210   |
| 5    | Michele Dancelli (ITA)       | Molteni                   | 190   |
| 6    | Franco Bitossi (ITA)         | Filotex                   | 100   |
| 7    | Felice Gimondi (ITA)         | Salvarani                 | 70    |
| 7    | Enrico Maggioni (ITA)        | Ferretti                  | 70    |
| 9    | Giancarlo Polidori (ITA)     | Scic                      | 60    |
| 10   | Miguel María Lasa (ESP)      | La Casera–Peña Bahamontes | 50    |

### Vijolična majica
| Poz. | Kolesar                      | Ekipa                     | Točke |
| ---- | ---------------------------- | ------------------------- | ----- |
| 1    | Franco Bitossi (ITA)         | Filotex                   | 252   |
| 2    | Michele Dancelli (ITA)       | Molteni                   | 241   |
| 3    | Eddy Merckx (BEL)            | Faemino–Faema             | 193   |
| 4    | Martin Van Den Bossche (BEL) | Molteni                   | 185   |
| 5    | Felice Gimondi (ITA)         | Salvarani                 | 112   |
| 6    | Italo Zilioli (ITA)          | Faemino–Faema             | 97    |
| 7    | Walter Godefroot (ITA)       | Salvarani                 | 97    |
| 8    | Ole Ritter (DEN)             | Germanvox–Wega            | 97    |
| 9    | Patrick Sercu (BEL)          | Dreher                    | 95    |
| 10   | Miguel María Lasa (ESP)      | La Casera–Peña Bahamontes | 94    |

### Traguardi tricolori
| Poz. | Kolesar                    | Ekipa         | Točke |
| ---- | -------------------------- | ------------- | ----- |
| 1    | Giancarlo Polidori (ITA)   | Scic          | 130?  |
| 2    | Roberto Ballini (ITA)      | Dreher        | 80    |
| 3    | Georges Vandenberghe (BEL) | Faemino–Faema | 70    |
| 4    | Luigi Sgarbozza (ITA)      | Dreher        | 60    |
| 5    | Michele Dancelli (ITA)     | Molteni       | 60    |

### Ekipna razvrstitev
| Poz. | Ekipa                     | Točke |
| ---- | ------------------------- | ----- |
| 1    | Faemino–Faema             | 5830  |
| 2    | Molteni                   | 5350  |
| 3    | Filotex                   | 3890  |
| 4    | Salvarani                 | 3380  |
| 5    | Scic                      | 3140  |
| 6    | Germanvox–Wega            | 2390  |
| 7    | Ferretti                  | 2080  |
| 8    | Dreher                    | 2020  |
| 9    | La Casera–Peña Bahamontes | 1840  |
| 10   | Sagit                     | 1200  |